# Oniella centriganga
Oniella centriganga är en insektsart som beskrevs av Li och Chen 1997. Oniella centriganga ingår i släktet Oniella och familjen dvärgstritar. Inga underarter finns listade i Catalogue of Life.